# José Honorio Silgueira
José Honorio Silgueira (Esquina, 2 de noviembre de 1870 - Buenos Aires, 29 de junio de 1947) fue un jurista argentino, que ocupó brevemente el cargo de ministro de Justicia e Instrucción Pública de su país en 1944.

## Biografía
Se recibió de abogado en la Facultad de Derecho de la Universidad de Buenos Aires, con una tesis sobre "El Federalismo". Fue durante años profesor en esa Universidad, y publicó varios libros sobre procedimientos judiciales, y asistió a la Conferencia Internacional de Abogados que se reunió en Río de Janeiro.
De regreso en Corrientes, fue autor de un Código de Procedimientos en lo Civil y Comercial para la provincia de Corrientes y presidió la comisión de homenaje de los festejos del Centenario de la Revolución de Mayo. Pasó casi toda la siguiente década en Buenos Aires, pero regresó a Corrientes en 1919, para asumir el cargo de Ministro de Gobierno provincial durante la gobernación de Adolfo Contte.
En 1921 se instaló definitivamente en Buenos Aires, donde presidió la Federación Argentina de Colegios de Abogados entre 1925 y 1928; ocuparía el mismo cargo desde 1931 a 1943. Fue también miembro de la Academia de Ciencias Morales y Políticas. Tenía una fastuosa residencia de verano en la localidad de La Cumbre, en las Sierras de Córdoba.
En febrero de 1944 fue nombrado ministro de Justicia e Instrucción Pública de la Nación por el presidente de facto Pedro Pablo Ramírez. Durante su breve gestión como ministro de Justicia y Educación nombró interventor del Consejo Nacional de Educación a José Ignacio Olmedo, un católico notable; sin embargo, tras la gestión de la pretensión de "recuperar" una educación conservadora, moralista y católica —enfrentada a los "desvíos modernistas"— que había llegado a su máximo punto durante la gestión de su antecesor, Gustavo Martínez Zuviría, la gestión de Silgueira fue mucho más moderada, volviendo sobre un proyecto de educación más inspirada en la Ley 1420 de educación laica y obligatoria. Dejó su cargo en abril del mismo año, con el golpe palaciego que reemplazó al general Ramírez por Edelmiro J. Farrell, siendo sucedido por el mismo Martínez Zuviría.

## Obra escrita
Entre sus libros publicados se pueden mencionar:
- Procedimientos Judiciales : Jurisdicción - Sus diversas clases (1908)
- Medios de acelerar los procedimientos judiciales (1916)
- Normas de ética profesional del Abogado
- La apelación en el juicio ejecutivo y en la sentencia (1986).

Es especialmente conocido por un decálogo llamado "Normas de ética profesional del abogado", que ha sido profusamente citado en todo el mundo:

1. Trata de ser honesto como preparado en el ejercicio de tu profesión: tuyo será así el camino del éxito.
2. No engañes al cliente ni le hagas concebir vanas esperanzas. Háblale con franqueza, no le ocultes ninguno de tus pensamientos, dile toda la verdad.
3. No transijas ni con las malas causas, ni con los malos jueces, ni con los malos litigantes, ¡Baldón para ellos!
4. Ten confianza en la justicia y fe en la rectitud de los magistrados. No te consueles en la derrota pensando mal de la una y de los otros.
5. No hagas uso de la inmoralidad o la injusticia de la ley, sino cuando te lo exijan ineludiblemente la fuerza de las cosas o las necesidades imperiosas de la defensa.
6. Sé prudente, firme y culto en todos tus actos. No desciendas nunca, ni para lanzar improperios o recoger inmundicias.
7. No juzgues mal de las intenciones o conducta del contrario, ni menoscabes la preparación de tus colegas, ni de nadie, sin tener motivo fundado para ello. Dignifica la profesión por todos los medios.
8. No cristalices tu conciencia en la rutina. Estudia y consulta siempre. Ten cuidado con el error, que es humano.
9. Ocupa útilmente tu tiempo. No suscribas escritos indebidos, ni acumules montañas de papel en los juicios, ni uses dilaciones o procedimientos maliciosos, que no te acarrarán sino deshonor o descrédito. Cuida tu título, acuérdate de que has jurado.
10. Empuja siempre dentro de tu oficio y en tu medida la obra de nuestra evolución sociológica. No olvides el precepto bíblico: "No sólo de pan vive el hombre".